# 馬耀鋒
馬耀鋒（葡萄牙語：Ma Io Fong，1984年—）是澳門教育工作者及政治人物，現任澳門特別行政區立法會直選議員，代表「美好家園聯盟」名單當選。畢業於澳門聖若瑟大學教育碩士，曾擔任教師與多個教育機構理事，現任澳門婦女聯合總會常務理事、共建好家園協會副理事長及澳門中華教育會常務理事，主要關注教育公義、師資權益、學童資源發展與社區家庭支援政策等議題。

## 經歷
馬耀鋒畢業於澳門聖若瑟大學，獲得教育碩士學位，並擁有多年基層教育工作與教師培訓經歷。早期任教於本地中小學，參與教育事務及教師專業發展活動。
他長期活躍於教育界與婦女支援組織，先後擔任澳門中華教育會常務理事、澳門教師專業協會副監事長，並任澳門婦女聯合總會常務理事，推動教育公平及師資權益提升相關議題。
2021年，馬耀鋒代表「美好家園聯盟」名單參選澳門立法會直選，首次當選為議員。任內他專注於公共教育政策、家庭支援制度、教育機構資源分配與師生福利保障，並曾於會議中多次就教師待遇、校園安全、學生心理健康等議題提出書面及口頭質詢。
他亦積極參與社區事務與婦聯相關活動，經常出席社區座談會，就家庭支援、婦女就業培訓及社區融合提出政策建言。